# Siervas de la Encarnación
La Congregación Hermanas Siervas de la Encarnación (oficialmente en italiano: Congregazione Suore Ancelle dell'Incarnazione) es una congregación religiosa católica femenina de derecho pontificio, fundada por el sacerdote camiliano italiano Primo Fiocchi, en Chieti, en 1949. A las religiosas de este instituto se les conoce como Siervas de la Encarnación y posponen a sus nombres las siglas A.I.

## Historia
El sacerdote Primo Fiocchi, de la Orden de Clérigos Regulares Ministros de los Enfermos, reunió un grupo de jóvenes, entre 1940 y 1946, que deseaban consagrarse a Dios, a través de la atención de las personas enfermas mentales. La primera comunidad fue fundada en Chieti en 1949 y dos años más tarde, el obispo de diocesano las aprobó como pía unión. A partir de 1952, tomaron el hábito religioso, convirtiéndose en una congregación de derecho diocesano, aprobada como tal el 24 de marzo de 1957. La primera etapa de la historia del instituto fue marcada por un periodo de expansión en Italia. La primera superiora general fue Annunziata Montereali.
El 25 de marzo de 1977, el papa Pablo VI aprobó el instituto como congregación de derecho pontificio.

## Organización
La Congregación Hermanas Siervas de la Encarnación es un instituto religioso centralizado, cuyo gobierno lo ejerce la superiora general, coadyuvada por su consejo. La sede central se encuentra en Chieti.
Las Siervas de la Encarnación se dedican a la atención sanitaria a los enfermos y a las ancianos. En 2015, eran unas 57 religiosas, presente en Bolivia, Colombia e Italia.
El instituto es miembro de la Grande Familia de San Camilo, formada por los institutos religiosos, seculares y laicales que beben del carisma y de la espiritualidad de Camilo de Lellis.